# Myrthenblüthen
Myrthenblüthen ist ein Walzer von Johann Strauss Sohn (op. 395). Das Werk wurde am 8. Mai 1881 im Wiener Prater erstmals aufgeführt.

## Einzelnachweis
1. ↑  Quelle: Englische Version des Booklets (Seite 34) in der 52 CDs umfassenden Gesamtausgabe der Orchesterwerke von Johann Strauß (Sohn), Hrsg. Naxos (Label). Das Werk ist als vierter Titel auf der 10. CD zu hören.